# Directive Pointblank
La directive Pointblank autorisait le lancement de l’opération Pointblank, nom de code de la partie principale de l’offensive de bombardement combinée alliée, destinée à affaiblir ou à détruire la force de combat allemande, afin de l'éloigner des opérations de première ligne et de s’assurer qu’elle ne soient pas un obstacle au débarquement de Normandie. La directive Pointblank du 14 juin 1943 ordonnait au Bomber Command de la RAF et à la Huitième Air Force américaine de bombarder des cibles spécifiques telles que des usines d’aéronefs. Cet ordre fut confirmé lors de la conférence de Québec en 1943.
Jusque-là, la RAF et l'USAAF avaient principalement attaqué à leur manière l'industrie allemande - les Britanniques par de larges attaques nocturnes contre des zones industrielles et les Américains par des « attaques de précision » effectuées de jour sur des cibles spécifiques. L'exécution opérationnelle de la directive fut laissée aux commandants des forces et, même après cette directive, les Britanniques poursuivirent leurs attaques nocturnes et la majorité des attaques contre la production de chasseurs allemands fut le fait de l'USAAF.,
En pratique, les bombardiers de l'USAAF lancèrent des attaques diurne à grande échelle contre des usines impliquées dans la production d'avions de combat. La Luftwaffe fut forcée de défendre l’industrie aéronautique contre ces raids. Ses chasseurs furent amenés à combattre les bombardiers et leur escorte. Ce sont ces batailles d'attrition qui réduisirent la force de la Luftwaffe malgré l'augmentation de la production allemande d'avions.

## Directive de Casablanca

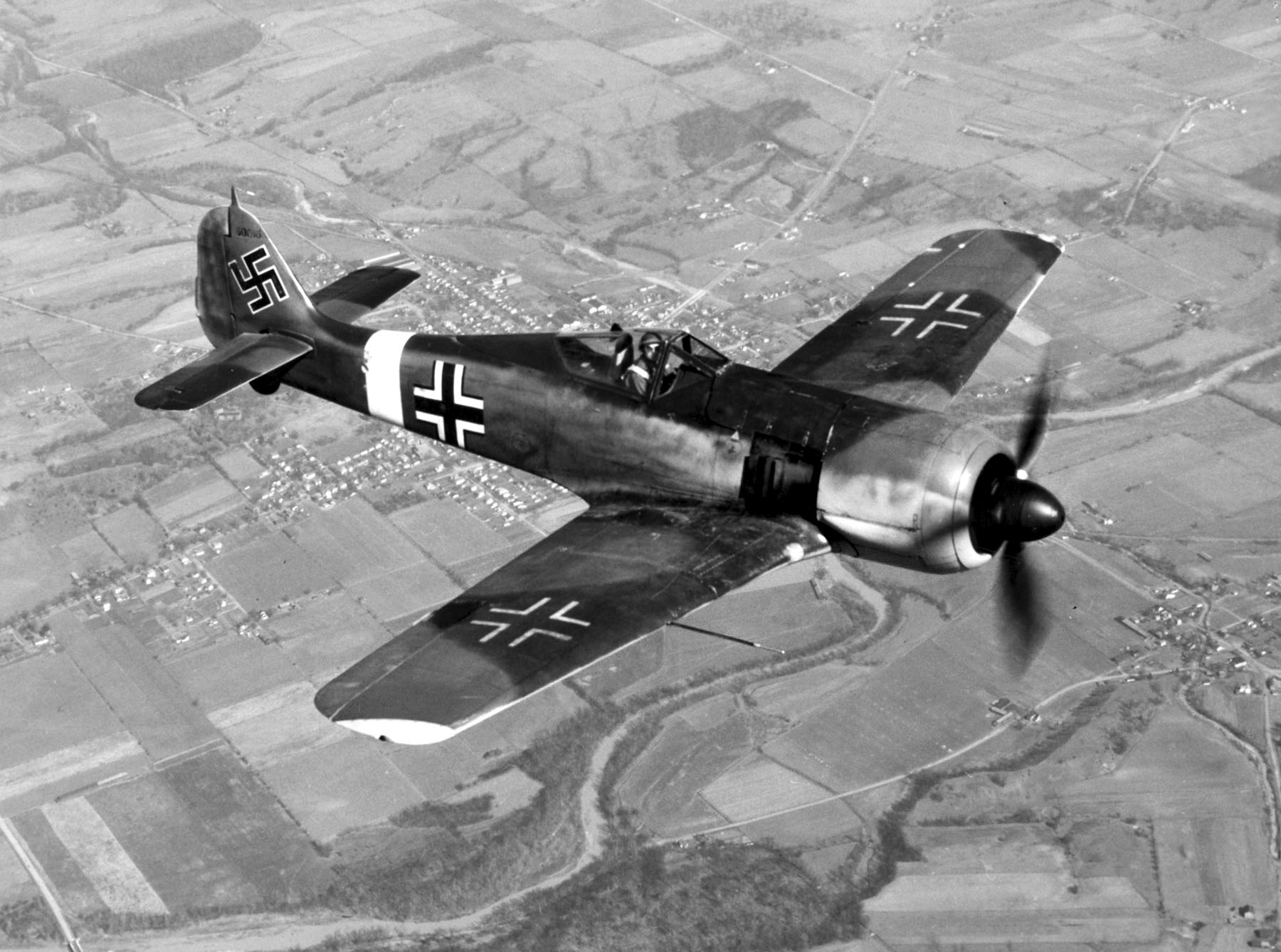
Un Fw 190 de la Luftwaffe, un des chasseurs monomoteurs allemands visés par la directive Pointblank.

Lors de la conférence de Casablanca en janvier 1943, les chefs d'état-major interarmées décidèrent de mener l'offensive de bombardement combinée. Le ministère de l'Air britannique publia la directive de Casablanca le 4 février. Elle avait pour but de:
« La destruction progressive et la dislocation des systèmes militaire, industriel et économique allemands et la dégradation du moral du peuple allemand à un point tel que sa capacité de résistance armée s'affaiblirait fatalement. Toutes les occasions d[evai]t saisies pour attaquer l'Allemagne de jour pour détruire les objectifs qui ne pouv[ai]ent être atteintes de nuit, de maintenir une pression constante sur le moral de l'Allemagne, d'imposer de lourdes pertes à la force de combat allemande de jour et de conserver la chasse allemande à l'écart des théâtres de guerre russes et méditerranéens. »
Le 14 juin 1943, les chefs d'état-major interarmées publièrent la directive Pointblank, qui modifiait la directive de Casablanca de février 1943. Avec les chasseurs monomoteurs du plan CBO, les principales cibles de Pointblank étaient les usines d'avions de combat, car l'invasion de la France par les Alliés ne pouvait se dérouler sans supériorité aérienne. En août 1943, la Conférence de Québec confirma ce changement de priorités.
Parmi les usines énumérées, citons l'usine Messerschmitt de Ratisbonne (qui serait attaquée avec des pertes élevées en août), l'usine de roulements à billes Schweinfurter Kugellagerwerke en conjonction avec Ratisbonne (de nouveau attaquée en octobre causant de lourdes pertes à l'USAF) et le Flugzeugwer à Wiener Neustädter qui produisait des chasseurs Bf 109.